# Lee Chang-dong
Lee Chang-dong (* 1. April 1954 in Daegu, Südkorea) ist ein südkoreanischer Filmregisseur, Schriftsteller und Drehbuchautor.

## Biografie
Lee studierte Koreanisch und Literatur an der Kyungpook-Universität. Nach Abschluss des Studiums 1980 arbeitete er für kurze Zeit als Koreanisch-Lehrer an einem Gymnasium. Ab 1983 machte er sich einen Namen als Schriftsteller. Im Alter von über 40 Jahren wechselte er ins Filmgeschäft. Nach Erfahrungen am Theater etablierte er sich mit den sozialkritischen Drehbüchern zu To the Starry Island (1993) und  Ein einziger Funke (1996), die beide von Park Kwang-su verfilmt wurden, in der koreanischen Filmszene.
Sein Regiedebüt veröffentlichte er 1997 mit Green Fish, der unerwartet erfolgreich bei Publikum und Kritikern war. Peppermint Candy (2000), sein zweiter Spielfilm, brachte ihm bereits Auszeichnungen bei Filmfestivals ein. Der internationale Durchbruch kam 2002 mit Oasis, das bei den Filmfestspielen von Venedig preisgekrönt wurde. Die Schauspieler Moon So-ri und Sol Kyung-gu erlangten durch ihre Mitarbeit an Peppermint Candy und Oasis Bekanntheit.
2003 wurde er zum Kulturminister von Südkorea, legte dieses Amt allerdings bereits im Juni 2004 wieder ab. 2006 wurde er durch die Verleihung des französischen Verdienstordens Ritter der Ehrenlegion. 2007 war er mit seinem Film Secret Sunshine im Wettbewerb der 60. Filmfestspiele von Cannes vertreten, der mit dem Darstellerpreis für Hauptdarstellerin Jeon Do-yeon bedacht wurde. Der Film wurde auch als offizieller südkoreanischer Beitrag für die Nominierung um den besten fremdsprachigen Film bei der Oscar-Verleihung 2008 ausgewählt. 2009 wurde er in die Wettbewerbsjury der 62. Internationalen Filmfestspiele von Cannes berufen. Ein Jahr später konkurrierte er mit Poetry erneut im Wettbewerb der 63. Filmfestspiele von Cannes und gewann den Preis für das beste Drehbuch.
2011 gewann er mit Poetry am Internationalen Filmfestival Freiburg den Regard d'or.
2018 wurde er in die Academy of Motion Picture Arts and Sciences berufen, die jährlich die Oscars vergibt. 2019 wurde er auf den Asian Film Awards für sein Lebenswerk ausgezeichnet. Dort erhielt er zudem zum dritten Mal den Preis für die beste Regie, diesmal für Burning.

## Filmografie

### Regisseur
- 1997: Green Fish (Chorok mulgogi)
- 2000: Peppermint Candy (Bakha satang)
- 2002: Oasis (Oasiseu)
- 2007: Secret Sunshine (Milyang)
- 2010: Poetry (Shi)
- 2018: Burning

### Drehbuchautor
- 1993: To the Starry Island (Geu seome gago sipda)
- 1996: Ein einziger Funke (Jeon Tae-il)
- 1997: Green Fish (Chorok mulkogi)
- 2000: Peppermint Candy (Bakha satang)
- 2002: Oasis (Oasiseu)
- 2007: Secret Sunshine (Milyang)
- 2018: Burning